# Cabane éclatée n°6 : Les Damiers
Pour l'ensemble résidentiel, voir Les Damiers.
 (décembre 2018).
Cabane éclatée n°6 : Les Damiers est une installation artistique réalisée par Daniel Buren à compter de 1985. Réalisée en bois et toile de coton, elle est conservée au musée national d'Art moderne, à Paris.